# Berghof
Pour les articles homonymes, voir Berghof (homonymie).
Le Berghof était la résidence secondaire d'Adolf Hitler. Elle était située à Obersalzberg, quartier de Berchtesgaden, dans les Alpes bavaroises. Après la Wolfsschanze, son quartier-général en Prusse-Orientale, le Berghof fut l'endroit où Hitler séjourna le plus de temps pendant la guerre. Plus tôt, de 1927 à 1936, il passait la moitié de l'année dans son refuge des Alpes.
En tant que chef de l'État et du gouvernement allemand (sous le titre allemand : Führer und Reichskanzler), Adolf Hitler y reçut un grand nombre de personnalités lors de visites officielles comme deux Premiers ministres britanniques, Lloyd George et Neville Chamberlain, l'ambassadeur de France André François-Poncet, l'amiral Darlan ainsi qu'un grand nombre de ministres et d'ambassadeurs européens et le duc et la duchesse de Windsor.
Contrairement aux autres quartiers généraux du Führer ou à la nouvelle chancellerie du Reich, les plans du Berghof n'ont pas été conçus par Albert Speer mais selon les propres plans de Hitler.
Le Berghof est souvent confondu avec le Kehlsteinhaus, surnommé le « Nid d'Aigle », situé non loin.

## Historique
Le chalet de bois et de pierre avait été construit en 1916 par Otto Winter, un industriel du cuir de Buxtehude, qui l'avait baptisé Haus Wachenfeld (maison Wachenfeld) du nom de jeune fille de son épouse. Lorsqu'il mourut, c'est à sa veuve Margarete Wachenfeld qu'échut cette résidence secondaire. Membre du parti hitlérien, elle accepta de la louer au Führer qui aimait bien ce lieu reculé. La présence de Hitler dans la région montagneuse d'Obersalzberg remontait en effet dès 1922 où il résida à l'hôtel Platterhof (de). Après sa sortie de prison en décembre 1924 où il passa neuf mois pour le putsch manqué de Munich, il acheta alors un petit chalet pour se « mettre au vert », et c'est là qu'il termina le 2e tome de son livre Mein Kampf avec l'aide de son aide de camp Rudolf Hess.

### Hitler auBerghof

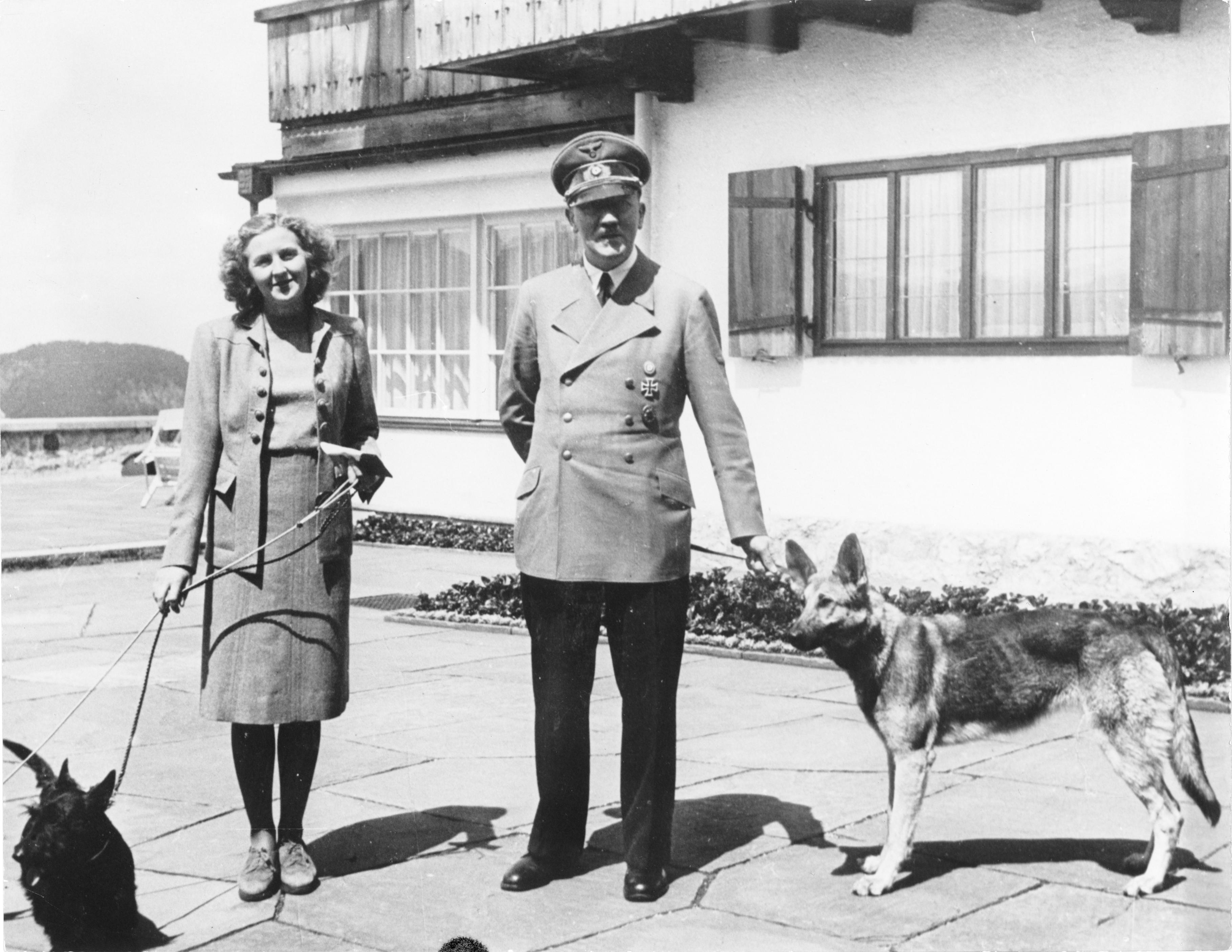
Hitler, Eva Braun et leurs chiens respectifs au Berghof.

En 1928, il loua la maison Wachenfeld avec sa demi-sœur Angela Raubal et il y reçut très régulièrement les responsables du Parti national socialiste. Il finit par s'en porter acquéreur en juin 1933 grâce aux droits d'auteur de Mein Kampf.
À partir de 1934, un grand nombre de badauds vinrent à Obersalzberg pour voir la maison du nouveau chancelier du Reich, troublant la quiétude du lieu. Les autorités chargées de la sécurité de Hitler prirent donc des mesures draconiennes en interdisant l'ensemble de la zone aux personnes qui n'étaient pas dûment habilitées (Führersperrgebiet Obersalzberg (de)). C'est la même année que Hitler commença à réfléchir à une modification profonde de sa résidence afin qu'elle fût davantage en adéquation avec l'usage qu'il en faisait et avec les nombreuses visites de personnalités politiques et de chefs d'État. Il chargea l'architecte Alois Degano (de) de s'occuper des travaux de transformation et d'agrandissement, travaux repris en 1935 par l'architecte Roderich Fick et réalisés en plusieurs étapes jusqu'en 1936. La nouvelle maison incorporait une partie de l'ancienne Wachenfeld agrandie de nouvelles ailes pour les invités ainsi que d'un garage et d'une vaste terrasse au-dessus de ce dernier. C'est à cette période qu'un certain nombre de dignitaires du parti vinrent également s'installer à Obersalzberg ; ce fut le cas du Reichsmarschall Hermann Göring, commandant en chef de la Luftwaffe, de Martin Bormann, chef de la chancellerie du Parti, et plus tard d'Albert Speer l'architecte officiel de Hitler devenu ministre de l'Armement après la mort de Fritz Todt.

### Seconde Guerre mondiale
Les Lancaster britanniques bombardèrent Obersalzberg le 25 avril 1945. Le Berghof fut partiellement détruit lors de ce raid. Le 4 mai, quatre jours après le suicide de Hitler et devant l'avancée des troupes alliées dans la région, les SS mirent le feu à la villa. Quelques heures plus tard, la 3e division d'infanterie américaine arriva à Berchtesgaden en compagnie d'une unité de la 2e division blindée française.
Les Américains n'ayant investi que le bourg de Berchtesgaden, les Français en profitèrent pour partir à l'assaut d’Obersalzberg où se trouvait le Berghof. Dans leur Jeep, le lieutenant chef Albert Messiah et Robert Balembois son chauffeur de hal-track (le capitaine Touyeras et le brigadier François Borg ont également prétendu l'avoir atteint en premier), dépassèrent les autochenilles de la 2e DB qui peinaient à gravir la pente. Ils furent ainsi les premiers soldats alliés à atteindre le chalet qui se consumait encore. Les Français y découvrirent des kilomètres de bunkers souterrains abritant des objets d'art pillés dans toute l'Europe, mais aussi des milliers de bouteilles de grands crus, des tonnes de victuailles et des pièces plus surprenantes, comme une collection de soutiens-gorge amassée par Göring.

### Après-guerre
La destruction définitive de l'édifice n'eut lieu qu'en 1952, lorsque le gouvernement fédéral allemand le fit dynamiter afin d'éviter tout pèlerinage de nostalgiques du Troisième Reich.
Le site a été reboisé et abrite aujourd'hui un centre de documentation sur l'histoire du national-socialisme, ainsi qu'un golf et un hôtel.

## Galerie

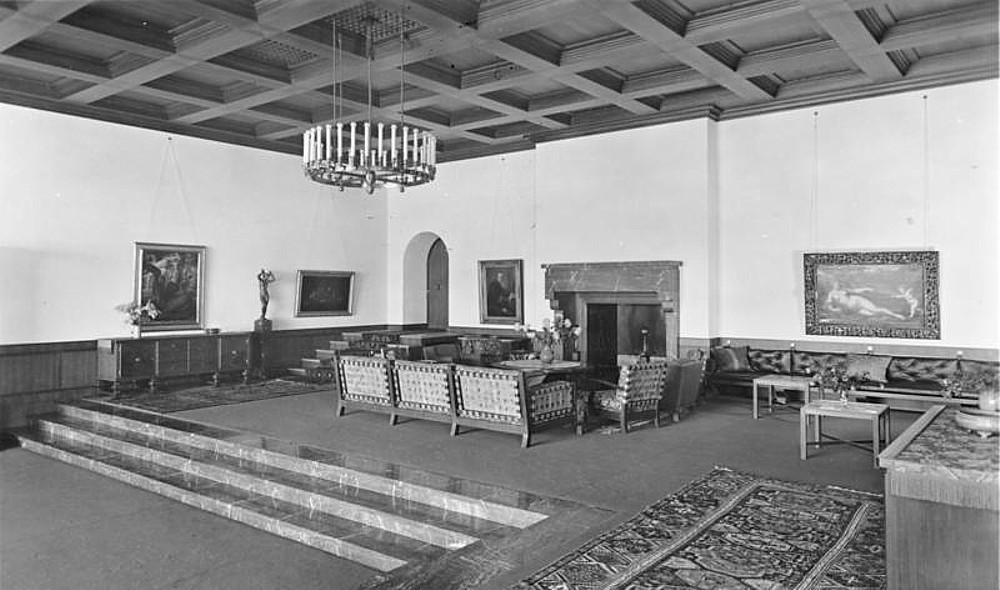
Grand salon.
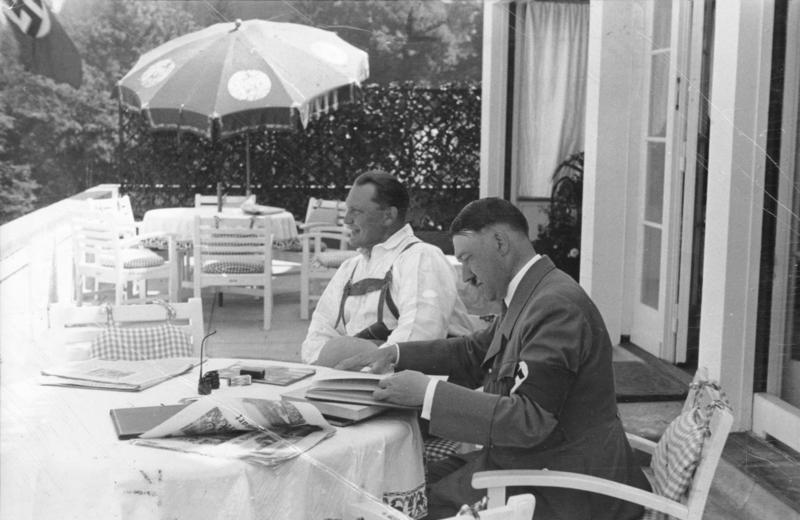
Hitler en compagnie de Hermann Göring sur la terrasse.
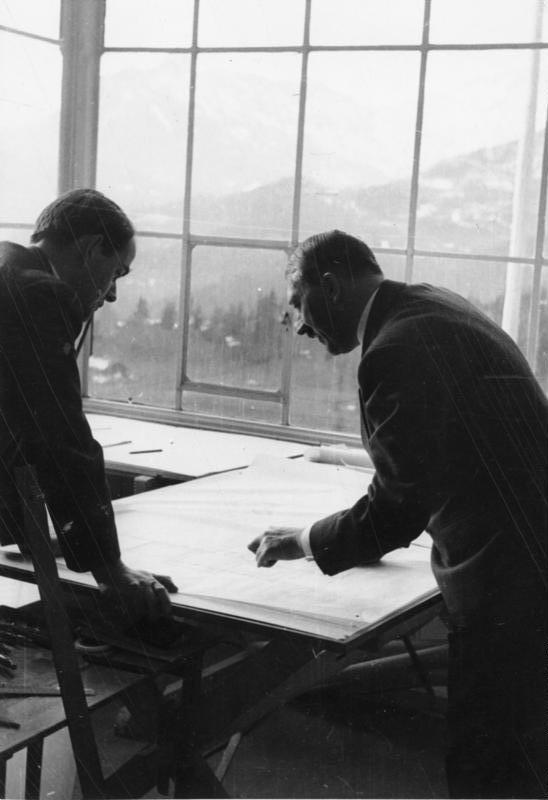
Hitler et Albert Speer.
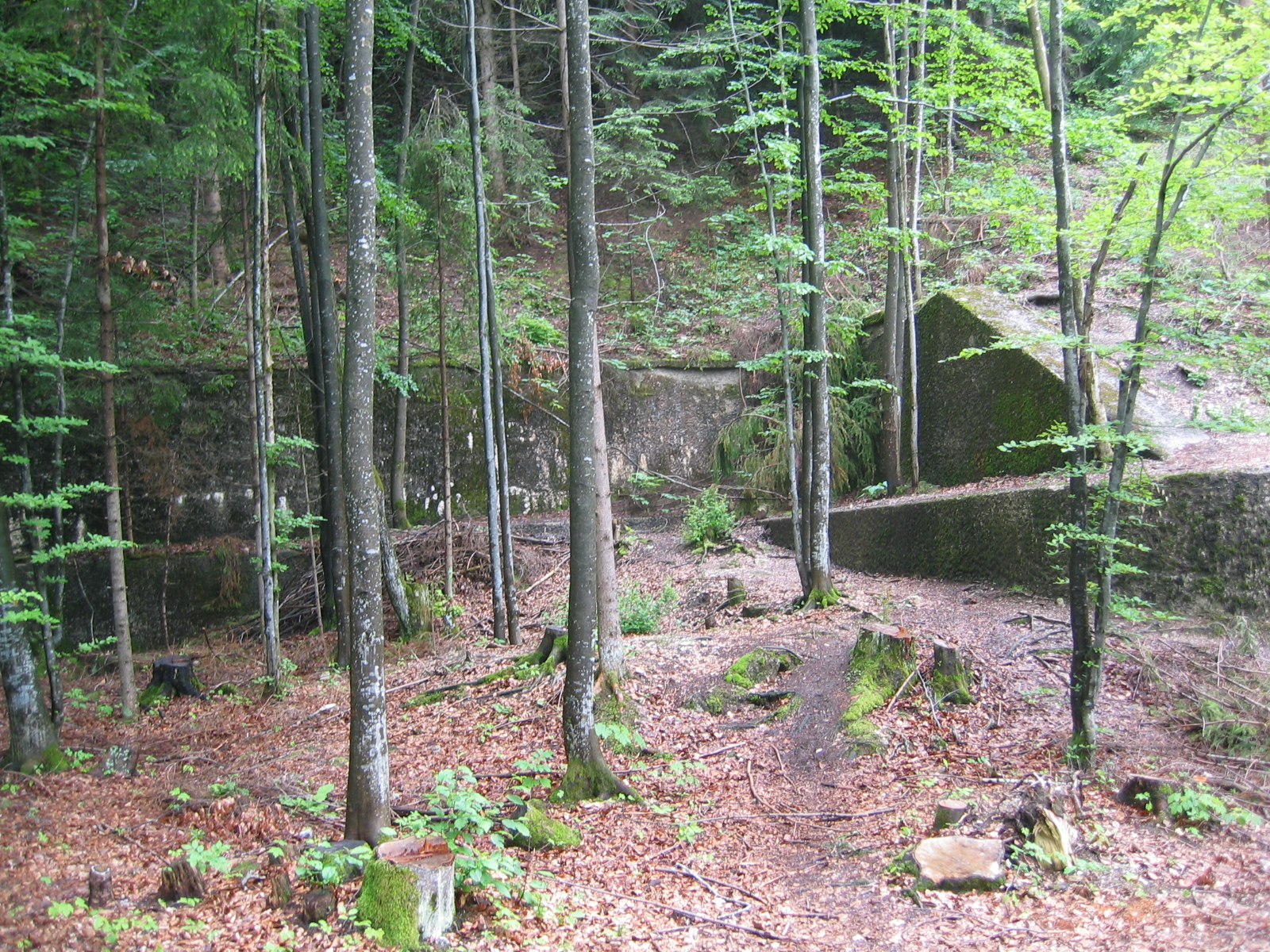
Ruines (2005).
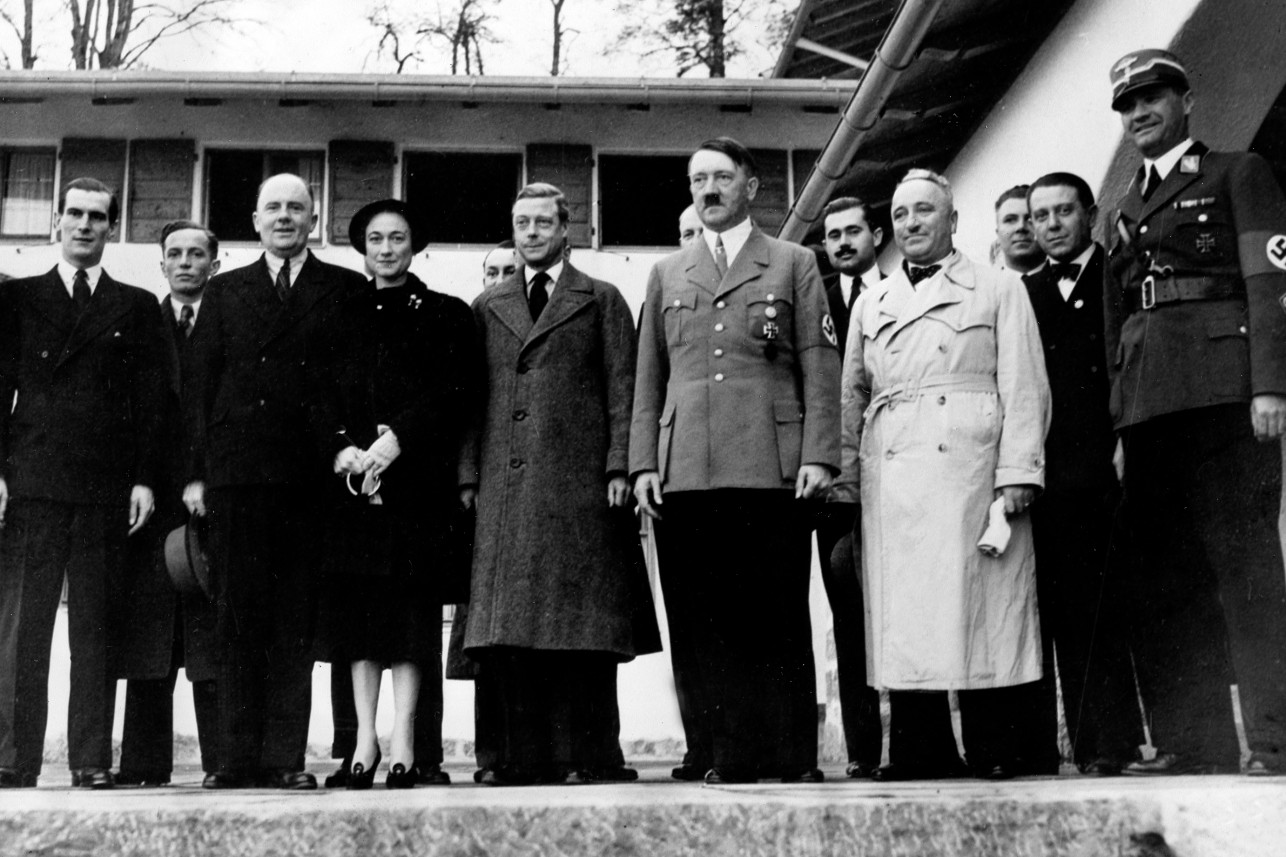
Le duc et la duchesse de Windsor avec Hitler au Berghof en 1937.
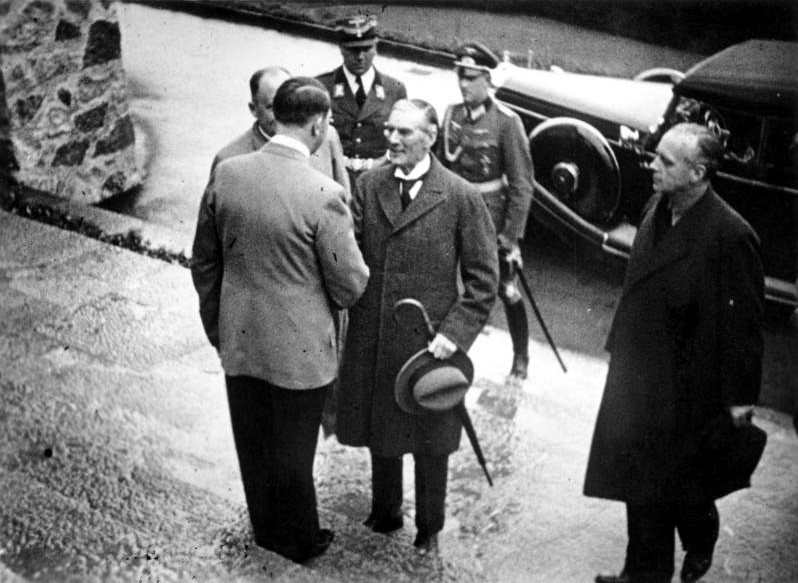
Chamberlain au Berghof.
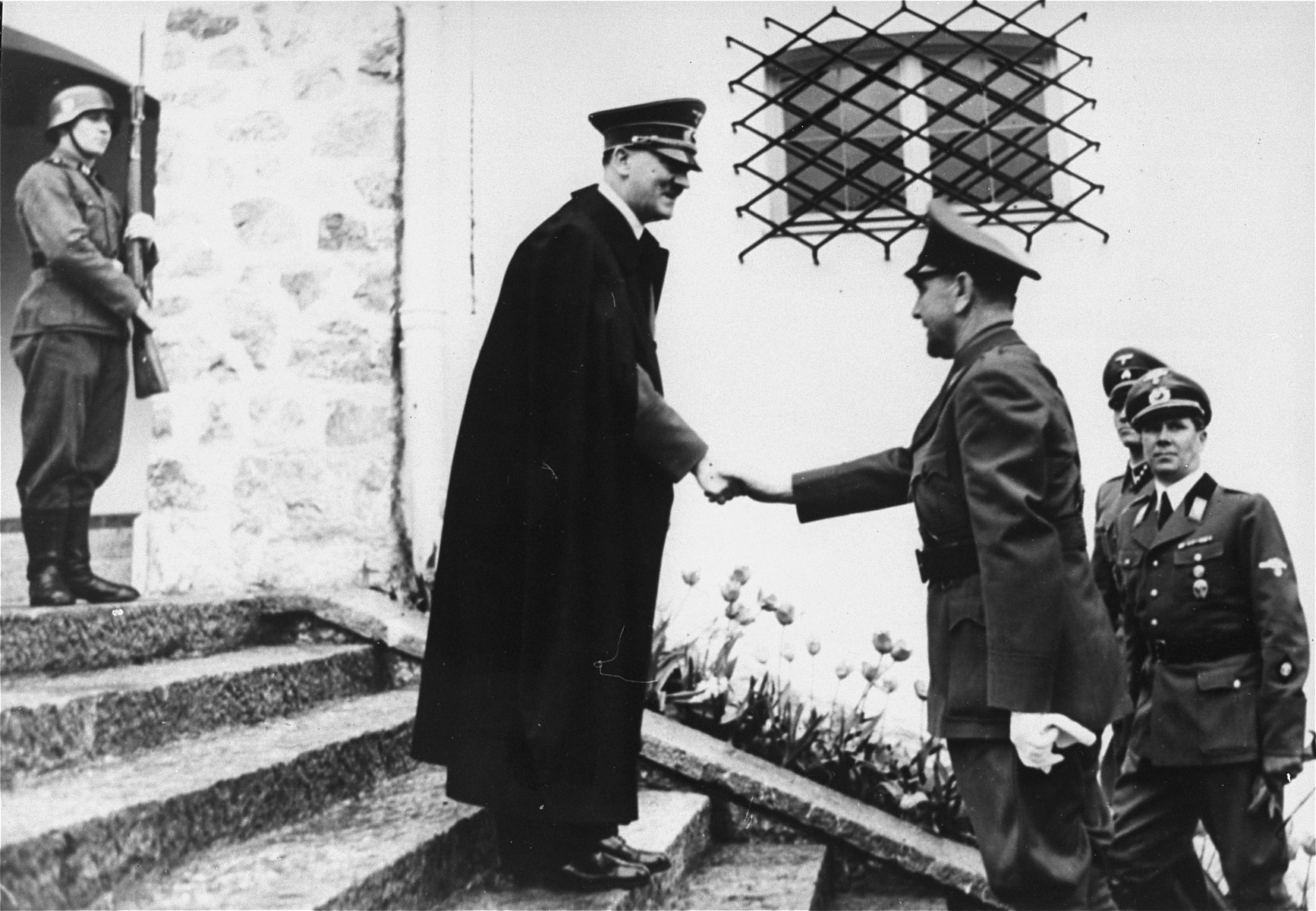
Ante Pavelić au Berghof.

## Dans les arts et la culture populaire

### Filmographie
Le cinéma ainsi que la télévision ont plusieurs fois représenté le Berghof, en le reconstituant.

#### Cinéma
- 1943 : That Nazty Nuisance de Glenn Tryon
- 1982 : L'As des as de Gérard Oury
- 2008 : Walkyrie de Bryan Singer
- 2021 :  L'Étau de Munich de Christian Schwochow
- 2024 : La Fabrique du mensonge de Joachim Lang

#### Télévision

##### Série
- 2001 : épisode 10 Des hommes avant tout de Frères d'armes, de Tom Hanks et Steven Spielberg

## Confusion avec leNid d’Aigle
Le Berghof est souvent confondu avec le Kehlsteinhaus, surnommé le « Nid d'Aigle », construit par Bormann sur un piton rocheux non loin du sommet du Kehlstein — une montagne à 1 834 mètres d'altitude — et situé à 2,47 km à vol d'oiseau du Berghof, en vue de servir de centre de conférences au parti nazi. Hitler ne se rendit au Kehlsteinhaus qu'une vingtaine de fois.
Le Nid d'Aigle est également parfois confondu avec la « maison de thé », également distincte du Berghof et distante de quelques kilomètres, où Hitler avait l'habitude d'aller prendre le thé tous les après-midis, le Teehaus am Mooslahnerkopf (de), le Mooslahnerkopf étant l'un des reliefs du chaînon du Watzmann. La maison de thé est, comme le Berghof, détruite en 1952.